# Вільховий Віталій Богданович
Віталій Богданович Вільховий (27 червня 2000, м. Соснівка, Україна — 26 вересня 2020, м. Харків, Україна) — український військовик.

## Життєпис
Віталій Вільховий народився 27 червня 2000 року у місті Соснівка Сокальського району Львівської области України.
Закінчив Львівський військовий ліцей імені Героїв Крут (нині державний ліцей з посиленою військово-фізичною підготовкою імені Героїв Крут; під час навчання був заступником командира взводу), Харківський університет Повітряних сил (нині національний).
Він став жертвою авіакатастрофи військово-транспортного літака Ан-26Ш, який 25 вересня виконував навчально-тренувальний політ і впав на відстані двох кілометрів від військового аеропорту Чугуєва на Харківщині. Помер у Харківській лікарні невідкладної медичної допомоги зранку 26 вересня 2020 року від опіків. Його травми були несумісні з життям.
Похований 30 вересня 2020 року у селі Волиця, що на Львівщині.

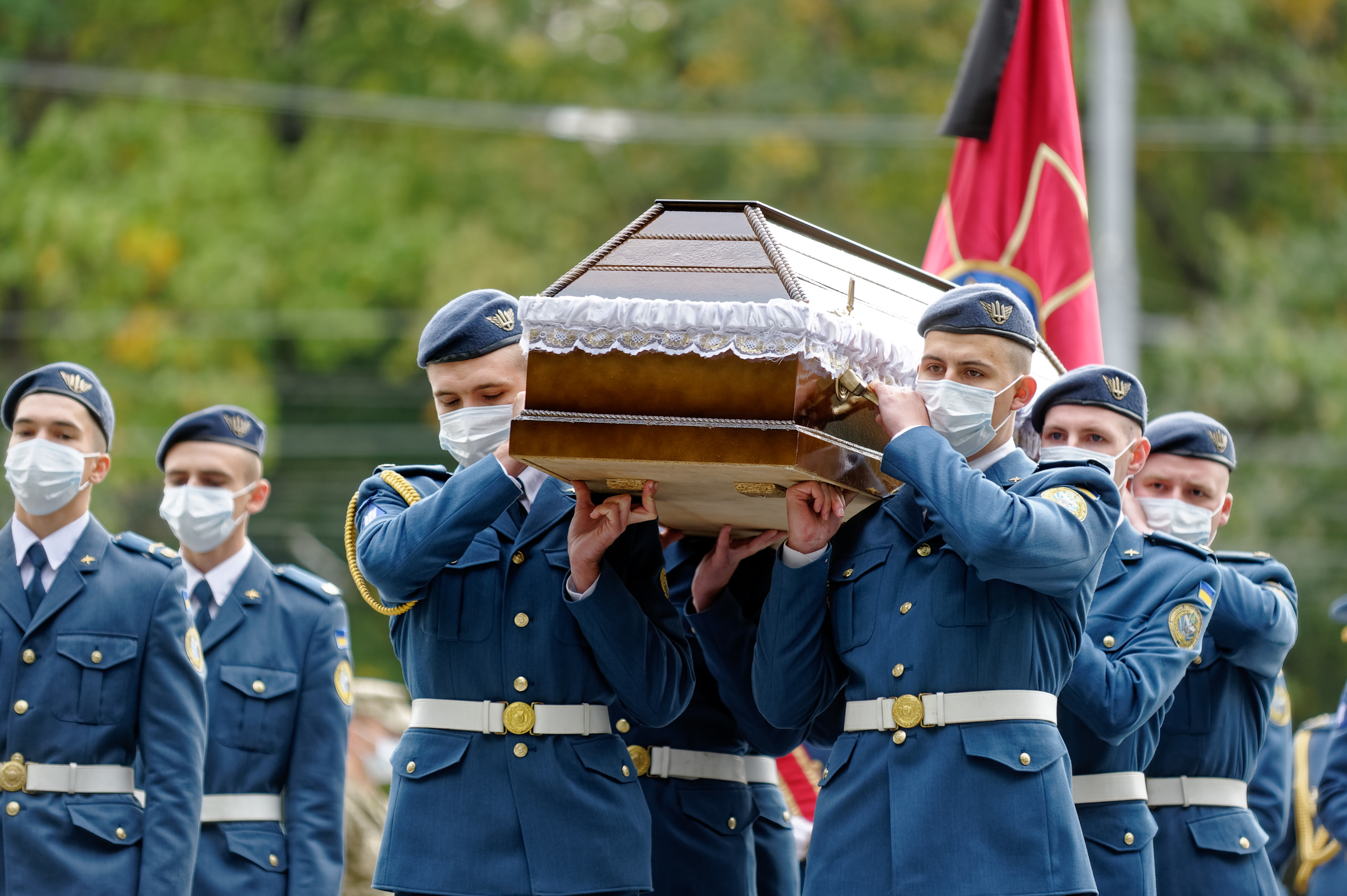
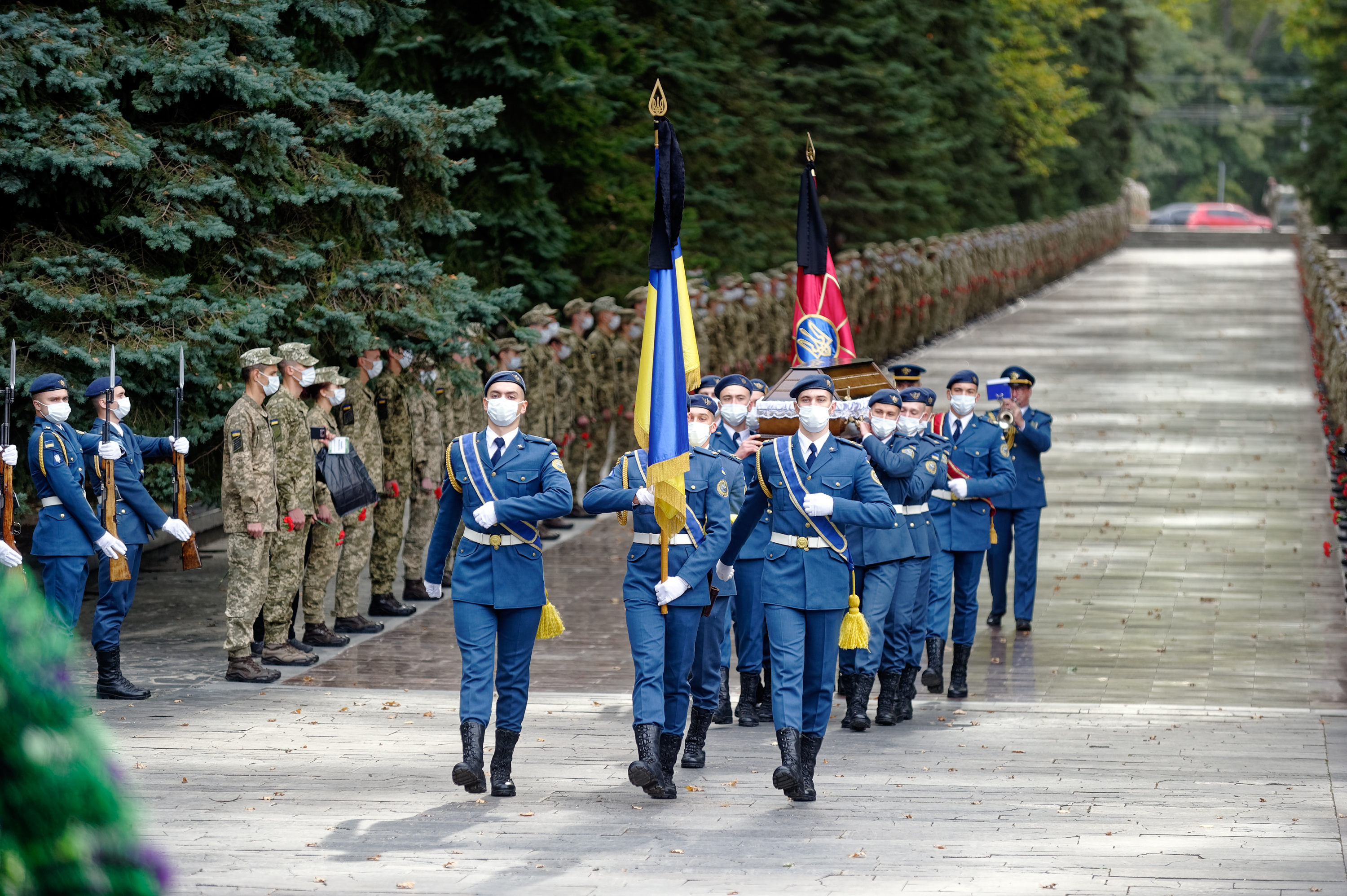
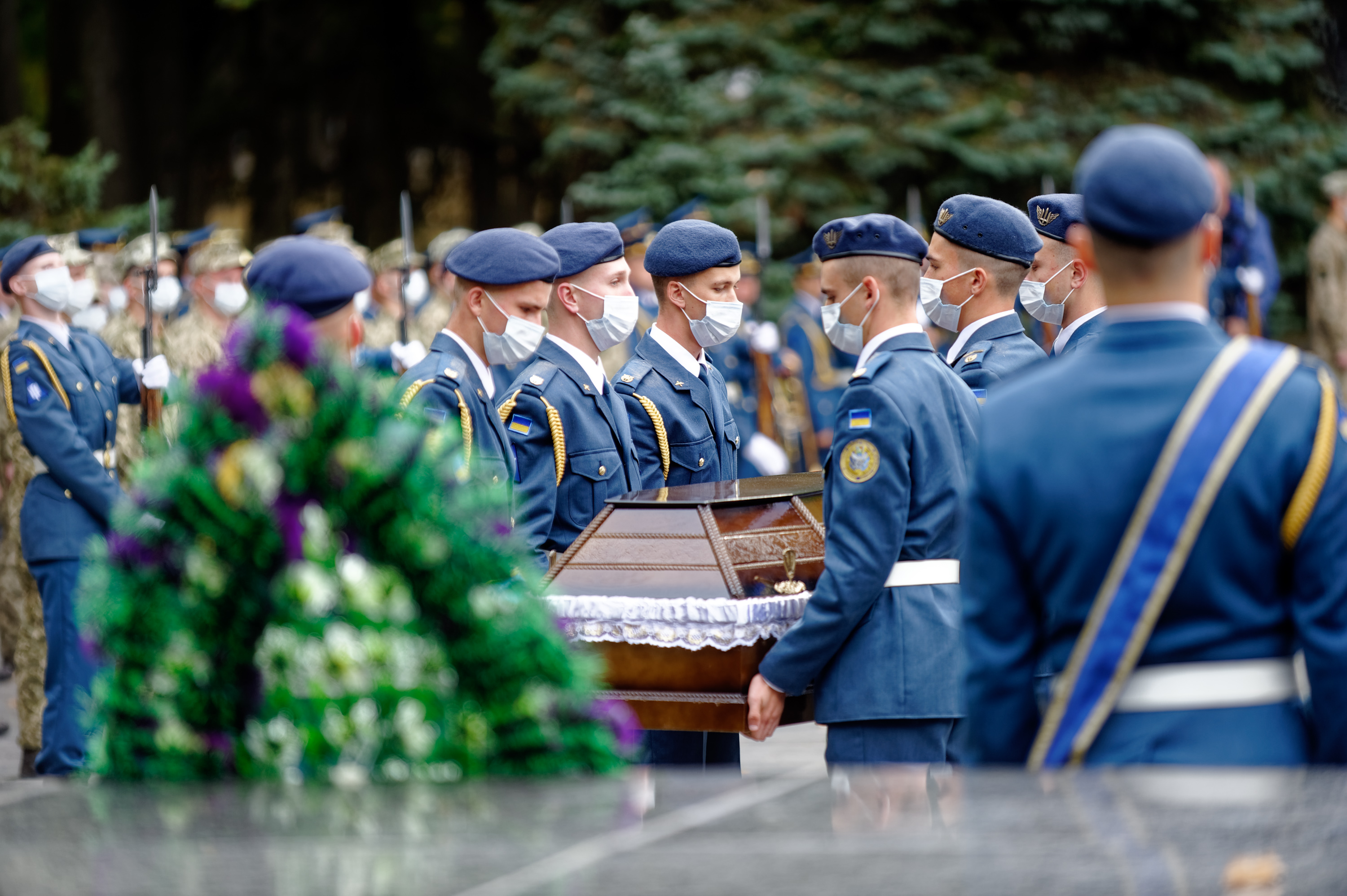
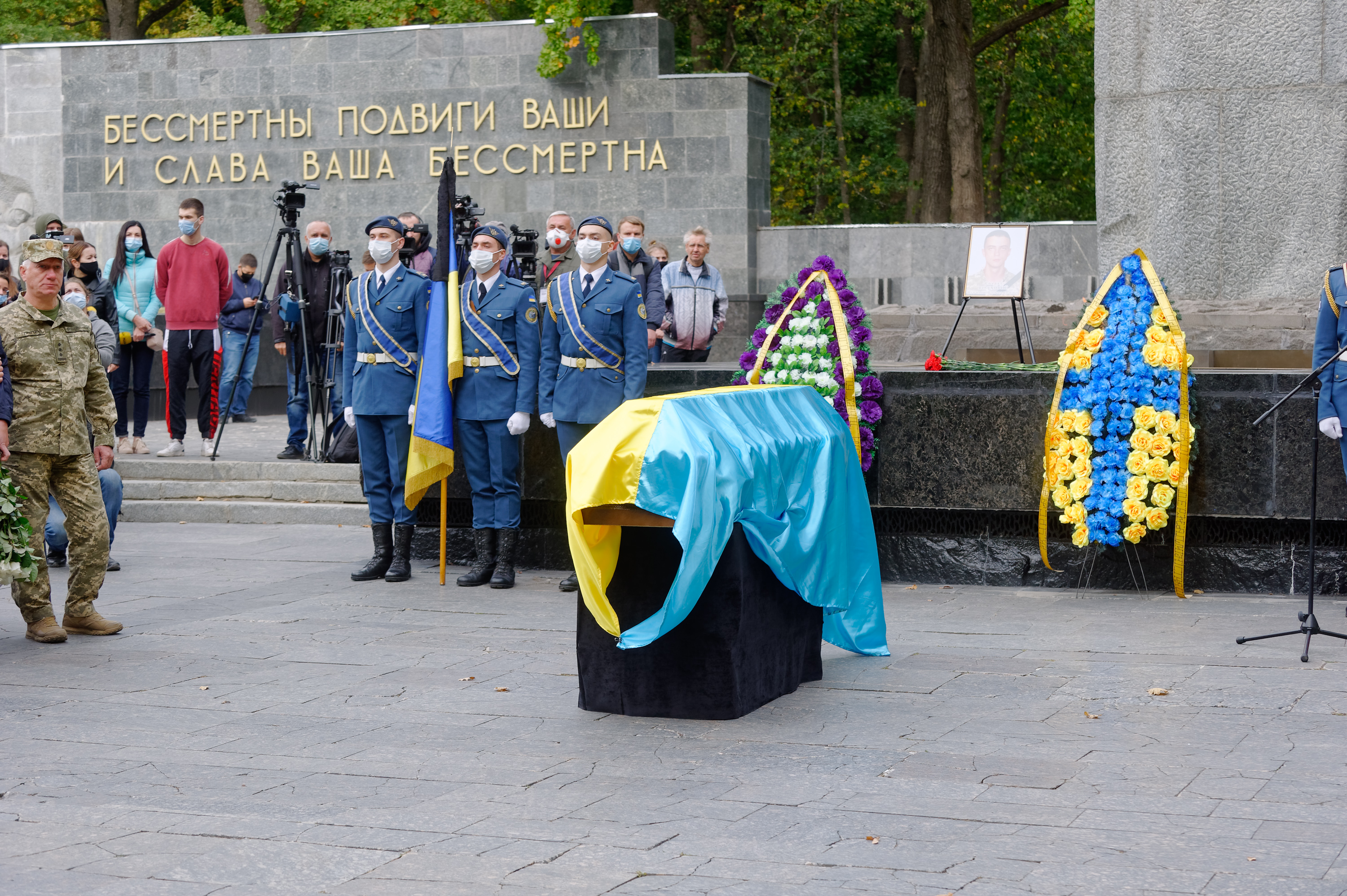
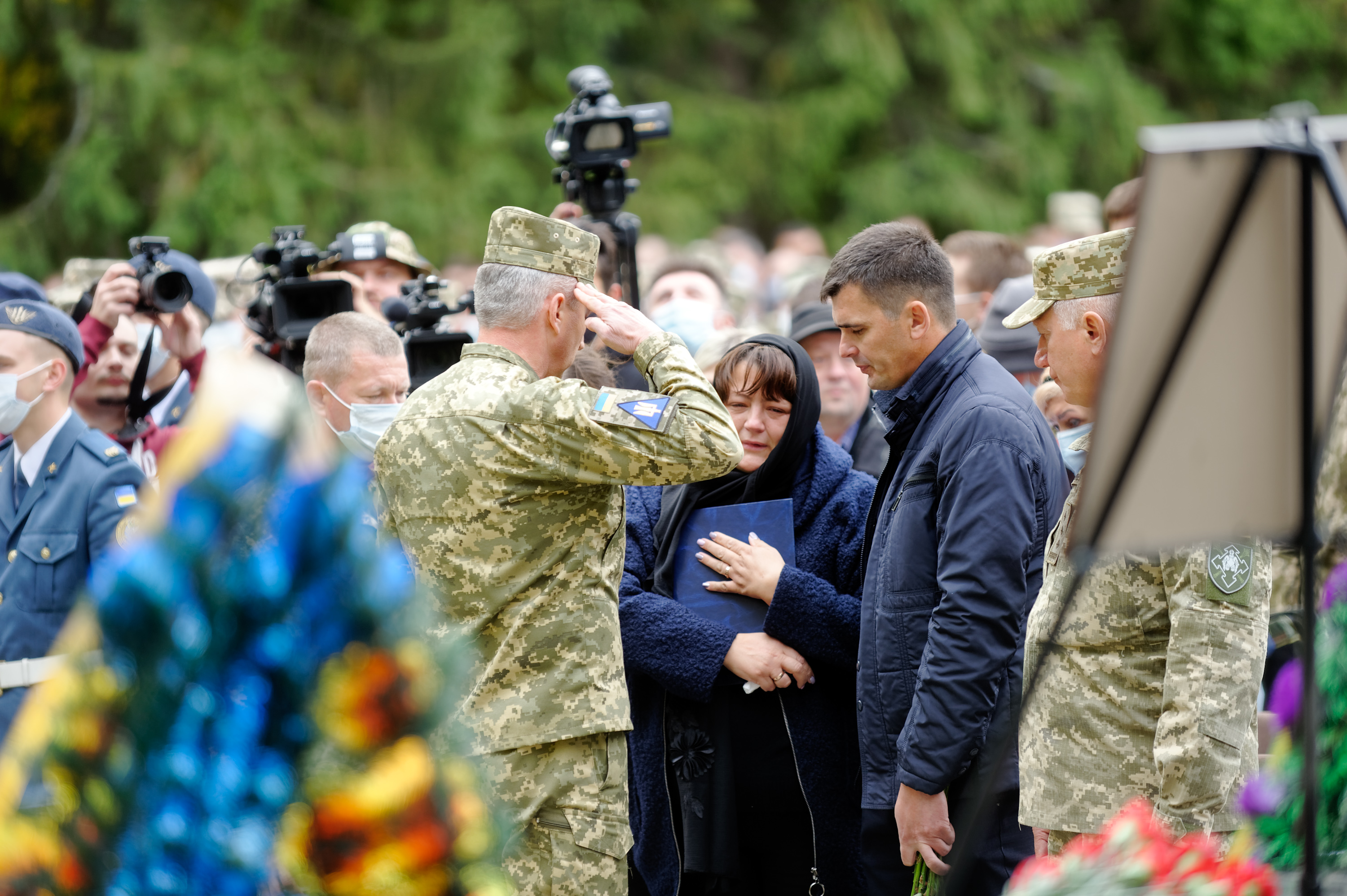
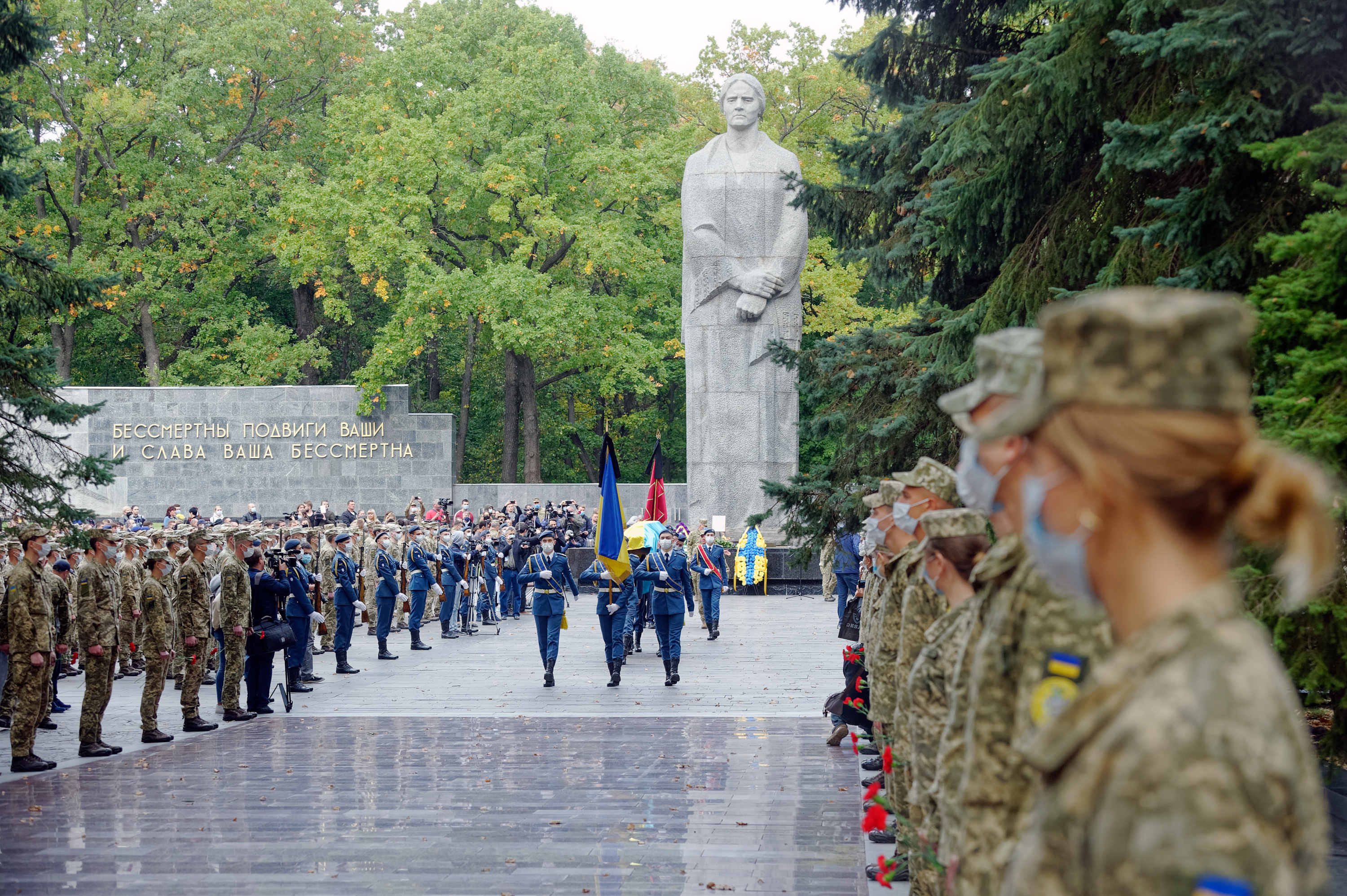
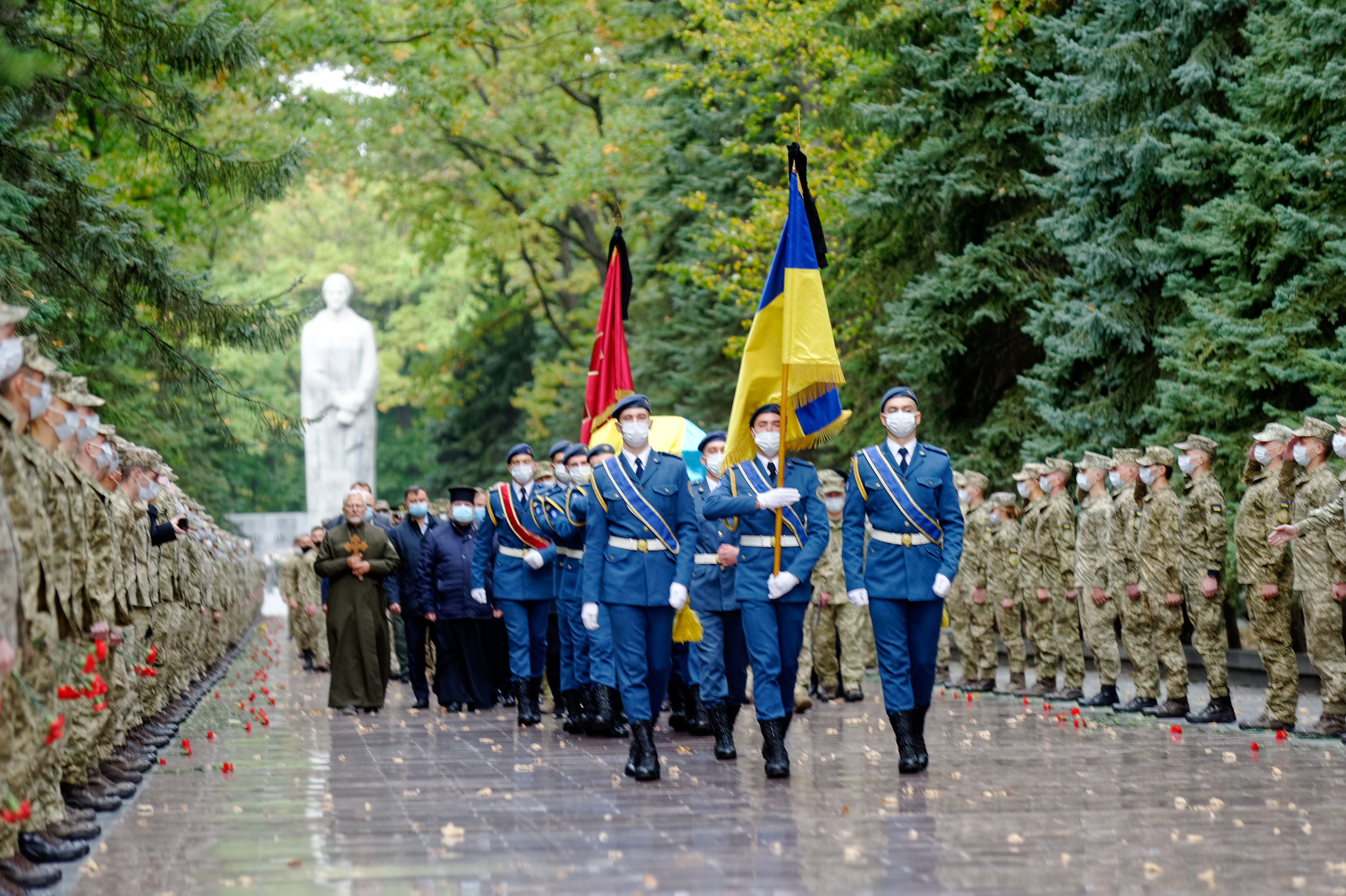
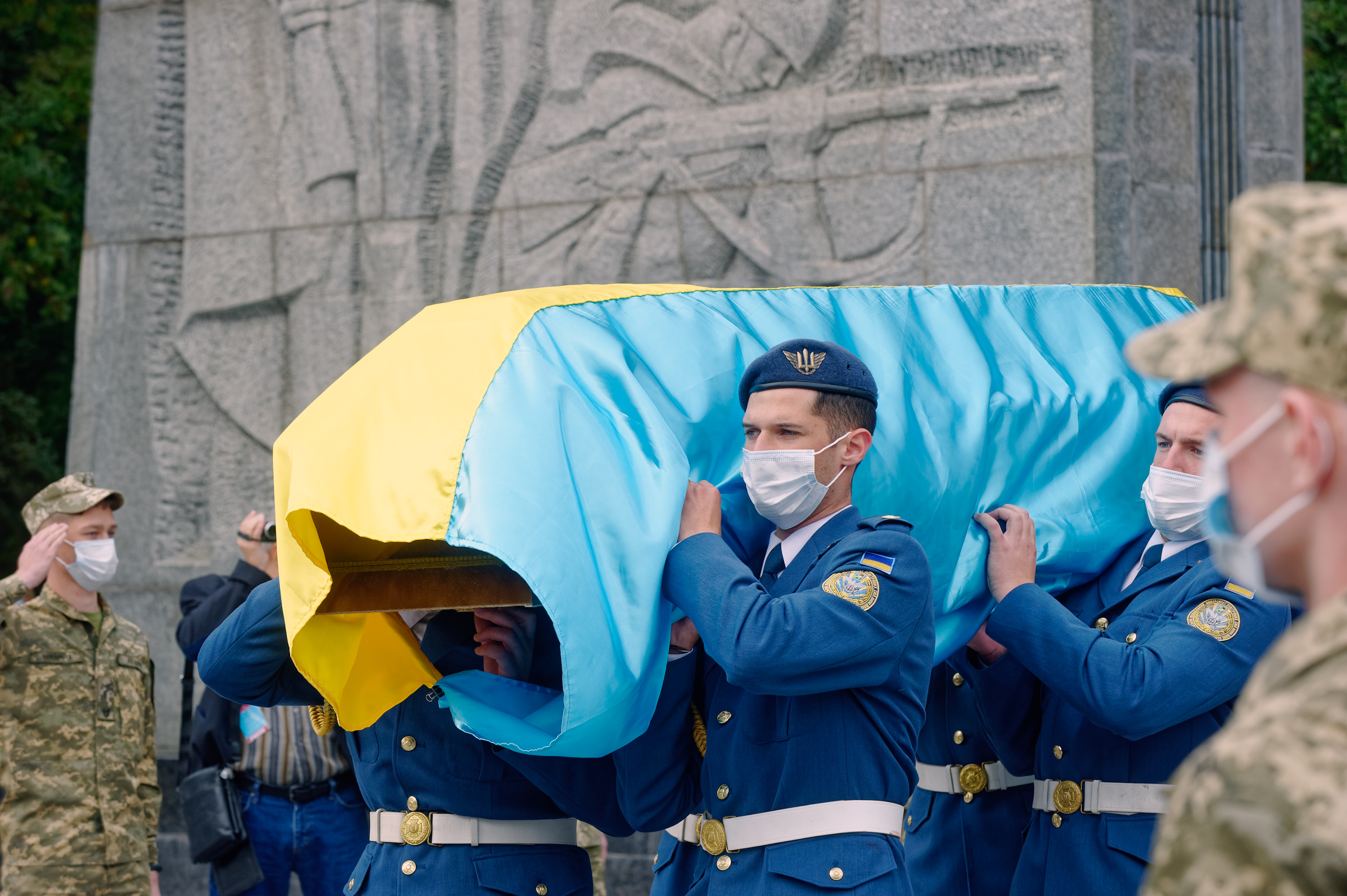

## Нагороди та відзнаки
- медаль «За військову службу Україні» (посмертно, 6 жовтня 2020) — за самовіддане служіння Українському народові, зразкове виконання військового обов’язку[3]